# Alzheimer Argentina
Alzhéimer Argentina es una asociación civil sin fines de lucro de la Argentina, centrada en el estudio, la investigación, la docencia y el tratamiento de la enfermedad de Alzheimer y otros trastornos cognitivos.
Fue fundada en el año 1998 con sede en la ciudad de Buenos Aires con el objetivo de impulsar la investigación local en la enfermedad de Alzheimer, uniendo esfuerzo de médicos, biólogos y bioquímicos.
Brinda ayuda a los pacientes y a sus familiares a través de la facilitación de información y capacitación.
Ha colaborado con el Ministerio de Salud de la Nación Argentina.
A su vez, Alzhéimer Argentina forma parte de ADRIG (Alzheimer’s Disease Research International Group: ‘grupo internacional de investigación de la enfermedad de Alzheimer’).

## Investigación y desarrollo

### Colaboraciones científicas
Alzhéimer Argentina juega un papel fundamental en la investigación y el apoyo relacionados con la enfermedad de Alzheimer en el país.
A través de colaboraciones con instituciones académicas y de investigación, como la Facultad de Ciencias Médicas de la Universidad de Buenos Aires y el Instituto Alfredo Lanari, la asociación está involucrada en proyectos significativos destinados a entender mejor la enfermedad y cómo prevenirla.
Uno de los proyectos destacados es el estudio del gen ApoE, especialmente el subtipo ApoE 4, que está relacionado con un riesgo significativamente mayor de desarrollar alzhéimer.
Este gen puede aumentar hasta 16 veces el riesgo de desarrollar la enfermedad, especialmente a partir de los 65 años. Además, la asociación participa en un ambicioso estudio internacional para evaluar el impacto de la dieta, la microbiota intestinal y los genes en la progresión del alzhéimer.
Este proyecto busca identificar enfoques preventivos nuevos contra el alzhéimer, una enfermedad que ya afecta a medio millón de argentinos y que se espera que siga creciendo.

### AGA-ALZAR-PRONADIAL

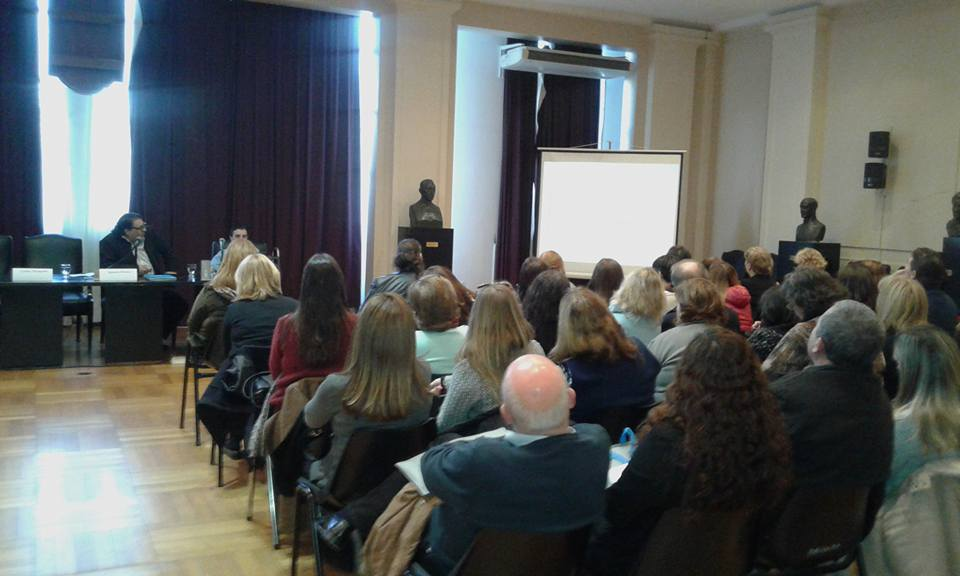
Jornada por el Día del Alzhéimer en el Salón de Consejo de la Facultad de Ciencias Médicas de la Universidad de Buenos Aires.

El proyecto AGA-ALZAR-PRONADIAL, en colaboración con el CONICET (Consejo Nacional de Investigaciones Científicas y Técnicas) se enfoca en la identificación de genes asociados a la enfermedad de Alzheimer en poblaciones del Cono Sur, especialmente Argentina.
Iniciado en 2013, ha incluido a 905 individuos mayores de 65 años hasta 2018, y sigue activo recopilando datos en línea.
Este esfuerzo pionero busca adaptar el conocimiento genético sobre el alzhéimer a la diversidad específica de estas poblaciones, lo que es crucial para el desarrollo de diagnósticos y tratamientos más precisos. La investigación destaca por su enfoque en la singularidad genética de Argentina y Chile, contribuyendo significativamente al entendimiento global de la enfermedad y abriendo caminos para colaboraciones más amplias en Latinoamérica.

### Capacitación
Mensualmente, Alzhéimer Argentina realiza charlas informativas para familiares y cuidadores de personas con enfermedad de Alzheimer, brindando herramientas para fomentar a una mejor calidad de vida, acompañando a las personas con alzhéimer y su entorno. La formación de libre acceso a cuidadores y familiares que deban estar con ellos permite una mayor comprensión del alzhéimer. 
Alzhéimer Argentina pone a disposición pública una serie de videos informativos mediante su canal de YouTube que permite que familiares y cuidadores puedan valerse de herramientas para el manejo de personas que padezcan alzhéimer.
Entre ellos, puede destacarse el Programa de Capacitación del Alzhéimer.

## Congreso Argentino de Alzhéimer y otros trastornos cognitivos

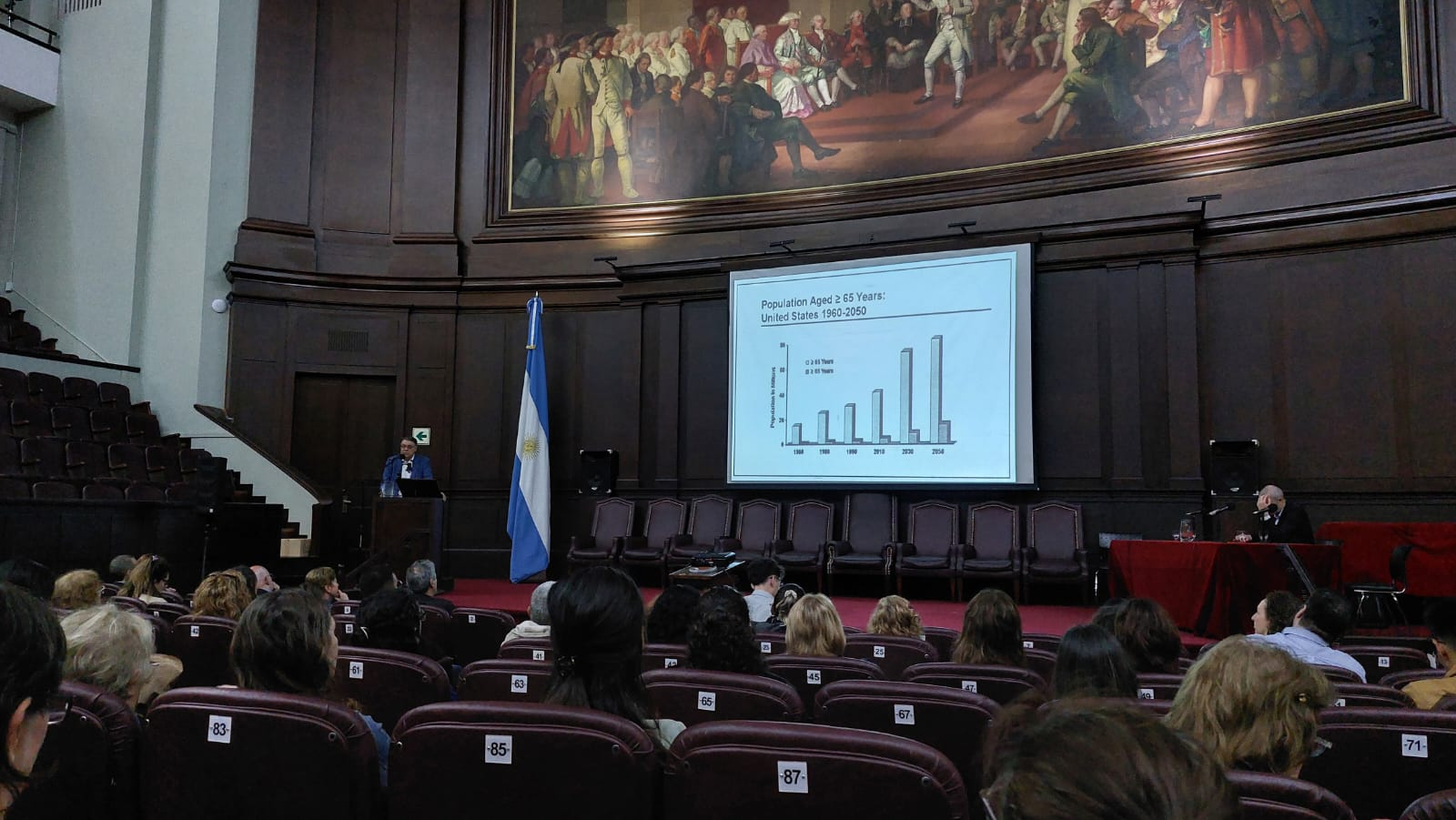
26.º Congreso Argentino de Alzhéimer y otros trastornos cognitivos.

Anualmente, Alzhéimer Argentina realiza un congreso especializado en el cual convergen los profesionales del ámbito de distintas regiones, principalmente de Latinoamérica.
La sede del congreso es la Facultad de Medicina de la Universidad de Buenos Aires, institución que apoya a la asociación mediante su afiliación.
Esta actividad está reconocida por la Alzheimer’s Association.
El Congreso Argentino de Alzhéimer y otros trastornos cognitivos es un evento organizado por Alzhéimer Argentina en donde se reúne a especialistas, investigadores y profesionales de la salud para discutir avances en la comprensión, diagnóstico y tratamiento del alzhéimer y otros trastornos cognitivos.
A lo largo de la historia, figuras relevantes de diversas área científicas participaron como disertantes en el evento.
Algunas de ellas son
Daniel Pedro Cardinali,
Laura Morelli,
Luis Ignacio Brusco,
Raúl Fernando Gutiérrez Herrera,
Carlos Mangone,
Diana Jerusalinsky y
Miquel Aguilar Barberà,
entre otros.
En la edición XXI de 2018, en el marco del congreso, Bruno Dubois fue investido con el doctorado honoris causa de la Universidad de Buenos Aires por su investigación en el área del alzhéimer en Francia.

## Revista Argentina de Alzhéimer y otros Trastornos Cognitivos

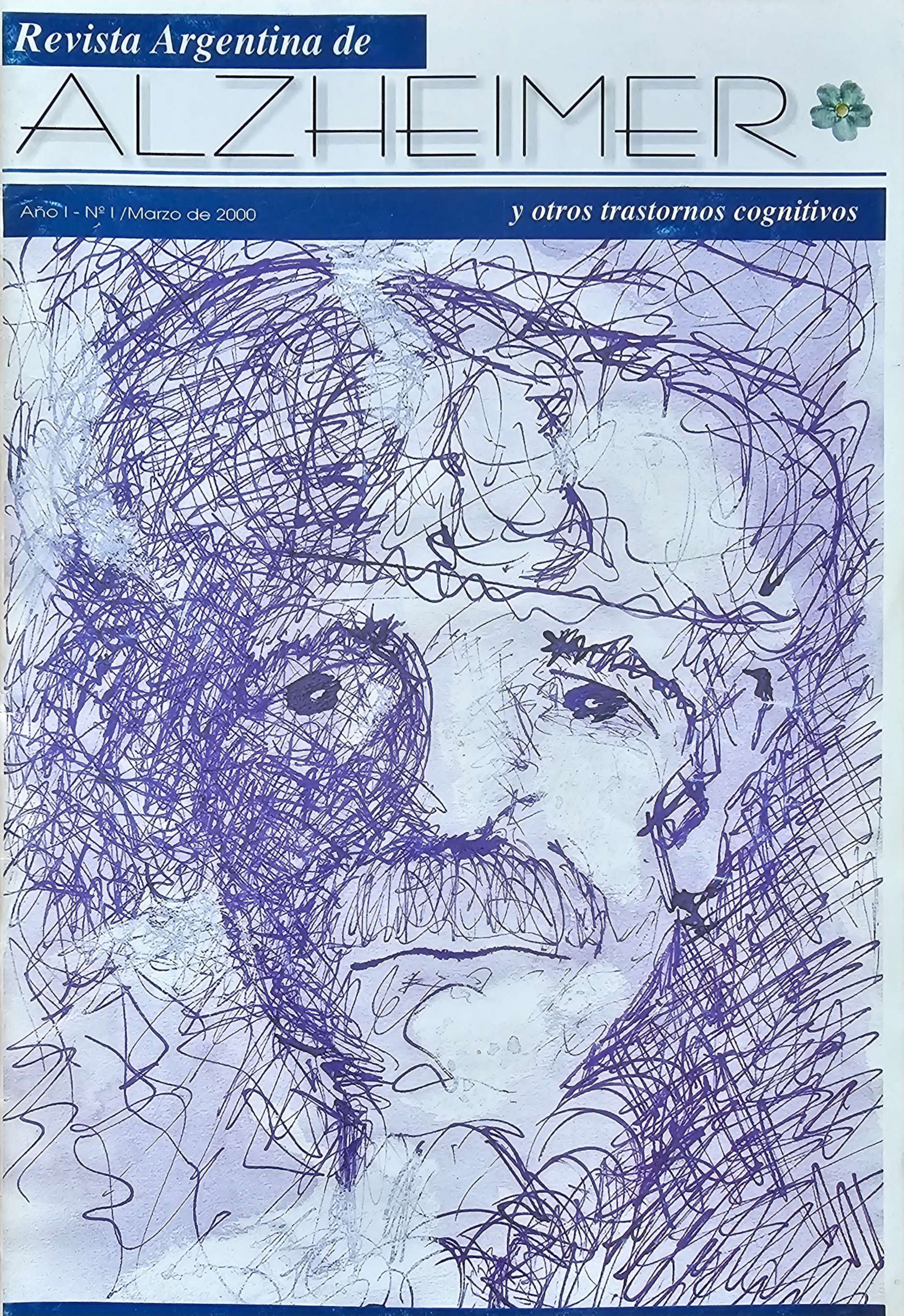
Tomo n.º 1 de la Revista Argentina de Alzhéimer y otros Trastornos Cognitivos, editada en marzo de 2000.

Desde el año 2000, Alzhéimer Argentina realiza la publicación periódica anual de su revista científica, titulada Revista Argentina de Alzhéimer y otros Trastornos Cognitivos.

La revista abarca una variedad de temas, artículos científicos e investigaciones relacionadas con avances en la enfermedad de Alzheimer e impacto de la misma en la sociedad. Estas publicaciones son una fuente importante de información actualizada y relevante tanto para profesionales como para familiares.

## Semana Internacional de Lucha contra el Alzhéimer

### La vida de Ramón
En el marco de la Semana Internacional del Alzhéimer de 2016, Alzhéimer Argentina y la agencia Grey lanzaron una iniciativa con el fin de concientizar sobre esta enfermedad a través del testimonio de un caso real.
La campaña fue conocida como "La vida de Ramón", en donde se muestra a "Ramón", recientemente diagnosticado con alzhéimer que durante varias entrevistas cuenta su historia, vivencias, y aquellas cosas que nunca quisiera olvidar.
A partir de eso, Leo Sujatovich (1960-), reconocido pianista, tecladista, compositor argentino y por sus trabajos en conjunto con Luis Alberto Spinetta (1950-2012), compuso una canción luego grabada por el distinguido músico argentino Coti Sorokin (1973-), ganador del premio Grammy.

### Semana del Alzhéimer en el Hospital de Clínicas
En conjunto con el Departamento de Salud Mental del Hospital de Clínicas José de San Martín, durante la Semana del Alzhéimer se realiza una actividad orientada a la evaluación de adultos mayores con problemas de memoria, desorientación o atención en procura de un diagnóstico precoz, ya que resulta crucial identificar los síntomas en forma temprana para establecer un tratamiento adecuado y mejorar la calidad de vida y el impacto que tiene esta patología en la vida cotidiana.

## Programas y filiales provinciales
La asociación lleva a cabo un proyecto de desarrollo de educación y tratamiento de la enfermedad de Alzheimer en las provincias de la Argentina, habiéndose adherido al día de hoy la provincia de Corrientes, en donde también esta institución cuenta con una filial.
La provincia de Mendoza ha presentado conjuntamente con Alzhéimer Argentina un proyecto de ley para avanzar en el cuidado y prevención.
La provincia de Entre Ríos, a través de su Ministerio de Salud, ha colaborado con esta asociación para generar investigaciones con el propósito de tratar la enfermedad.
En la provincia de Salta, también Alzhéimer Argentina cuenta con una filial.